# Marmarashen
Marmarashen (en arménien Մարմարաշեն ) est une communauté rurale du marz d'Ararat en Arménie. En 2008, elle compte 3 281 habitants.